# Japelion hachijoensis
Japelion hachijoensis is een slakkensoort uit de familie van de Buccinidae. De wetenschappelijke naam van de soort is voor het eerst geldig gepubliceerd in 1964 door Okutani.